# 酮醇酸还原异构酶
酮醇酸还原异构酶（英語：ketol-acid reductoisomerase，EC 1.1.1.86 （页面存档备份，存于））是一种以NAD+或NADP+为受体、作用于供体CH-OH基团上的氧化还原酶。这种酶能催化以下酶促反应：
(R)-2,3-二羟基-3-甲基丁酸 + NADP+ {\displaystyle \rightleftharpoons } (S)-2-羟基-2-甲基-3-氧代丁酸 + NADPH + H+
酮醇酸还原异构酶还能将2-乙酰-2-羟基丁酸催化转化为2,3-二羟基-3-甲基戊酸。